# Активни муљ
Активни муљ сачињавају флокуле органске материје са доста бактерија. То је пахуљичаста смеша биолопке масе (микроорганизми) и неразграђених органских и неорганских супстанци које потичу из отпадне воде. Микроорганизми се хране органским материјама из отпадних вода и тако врше пречишћавање.
Бактерије су у пахуљицама муља распоређене у више слојева и могу бити обавијене слузавим омотачем. Структура пахуља је сунђераста због чега оне имају огромну површину, 1 грам суве масе муља има површину од око сто квадратних метара. Услед негативног наелектрисања, пахуље муља имају значајну апсорпциону моч. Активни муљ има земљаст мирис који потиче од присуства актиномицета.

## Хемијски састав активног муља
У састав активног муља, поред микроорганизама, улазе различите органске и неорганске супстанце:
- биолошки и термички разградљиве (волатилне) супстанце муља, које чини биомаса микроорганизама и неразграђене органске супстанце
- неразградљиве (фиксне) супстанце муља, које чини неорганска супстанца

Састав биомасе микроорганизама зависи од врсте отпадне воде. У сувој маси муља органска супстанца је заступљена 70-90%, а неорганска 10-30%. Највећи део органске компоненте сачињавају беланчевине (70%).
Приликом пречишћавања отпадне воде, примарни активни муњ се додаје у количини 20-30% секундарном активном муљу.

## Основни параметри процеса активног муља:

### температура:
На нижим температурама активност микроорганизама је мања, процес је спорији, а на вишим температурама се повећава активност микроорганизама, али се смањује растворљивост кисеоника у води, па се и зато процес може успорити.

### концентрација водоничних јона:
Оптимална област рН за процес активног муља је између 6 и 8, а толерише се и област од 5 до 9. Активни муљ има добра пуферна својства који потиче од угљен-диоксида.

### аерација и мешање:
У просуству довољне количине кисеоника процес биолошке разрадње тече до краја. Аерацијом се истовремено постиже и мешање у биореактору. 
Мешањем се побољшава пренос масе кисеоника, па се процес интензивира.

### формирање пахуљица муља:
Већи број бактерија учесника у процесу има особину формирања капсула које међусобно слепљују. Са повећањем броја слепљених јединки, расте спољна површина, чиме се повећава успешност даљег спајања.

## Микроорганизми у процесу активног муља:
Пречишћавањем активним муљем пречисти се 80-85% бактерија.
У процесу активног муља учествује велики број микроорганизама који сачињавају специфичну биоценозу. Поред бактерија, значајну улогу имају и протозое. Најзаступљеније су облигатно аеробне бактеријске врсте, а у процесима са недовољном аерацијом или честим прекидима аерације у већој мери су заступљени факултативни аероби.